# 50 West Street
50 West Street – 64-piętrowy, 237-metrowy budynek wykorzystywany do celów handlowych i mieszkalnych. Został wybudowany przez Time Equities Inc.na Dolnym Manhattanie w Nowym Jorku. Budynek zawiera 191 mieszkań.

## Lokalizacja
Budynek znajduje się na 50 West Street, w dzielnicy finansowej na południowym czubku dzielnicy Manhattan w Nowym Jorku. Teren graniczy od północy z wieżowcem pod wynajem o nazwie 90 Washington, a od południa i wschodu jest otoczony prywatnym garażem parkingowym.

## Architektura
Budynek został zaprojektowany przez Helmuta Jahna, architekta znanego z projektów takich budynków jak Messeturm we Frankfurcie, CitySpire, the Park Avenue Tower i 425 Lexington Avenue w Nowym Jorku. Wieża z zakrzywionego szkła ma dać widok na Port w Nowym Jorku. W celu uzyskania możliwej oceny Gold LEED, w budynku zastosowano nienaruszające równowagi ekologicznej technologie, takie jak: zielony dach, wodooszczędna instalacja hydrauliczna, automatyczne żaluzje i systemy sterowania energią.
Aż 3000 szklanych paneli, ważących 860 kg zostało zainstalowanych na ścianach budynku. Szklane panele są oprawione w aluminiową ramę i wzmocnione panelami ze stali nierdzewnej. 500 paneli jest zakrzywionych, a każdy nich może kosztować nawet do 500% więcej niż płaski panel. Według Jahna żaden inny budynek nie użył aż tylu zakrzywionych paneli ze szkła.
50 West został porównany z pobliskim 17 State Street i jest wysoko ceniony za „piękną zakrzywioną i odblaskową szklaną fasadę”. Podczas gdy fasada 17 State kończy się bardziej tradycyjnym szczytem, zakrzywione 50 West stanowi jedną pionową linię aż do krawędzi szczytu.
W każdym mieszkaniu przy 50 West Street projektant wnętrz Thomas Juul-Hansen stworzył wnętrza z luksusowymi wykończeniami i przestronnymi układami.